# هاميش بوند
هاميش بوند (بالإنجليزية: Hamish Byron Bond) هو مجدف نيوزلندي، ولد في 13 فبراير 1986 في دنيدن في نيوزيلندا.

## وصلات خارجية
- هاميش بوند على موقع أرشيف الدراجات (الإنجليزية)
- هاميش بوند على موقع إحصائيات الدراجات الإحترافية (الإنجليزية)
- هاميش بوند على موقع CycleBase (الإنجليزية)
- هاميش بوند على موقع الاتحاد الدولي للتجديف (الإنجليزية)
- هاميش بوند على موقع اللجنة الأولمبية الدولية (الإنجليزية)
- هاميش بوند على موقع أوليمبيديا (الإنجليزية)
- هاميش بوند على موقع اللجنة الأولمبية النيوزيلندية (الإنجليزية)